# 颱風滭奇
颱風滭奇（英語：Typhoon Zeke，國際編號：9106）是1991年太平洋颱風季的一個熱帶氣旋。

## 影響

### 英屬香港[1]
當地懸掛最高風球信號： 三號強風信號
| 長洲 · 52 km/h赤鱲角 · 30 km/h青衣 · 30 km/h啟德 · 無數據西貢 · 16 km/h沙田 · 14 km/h流浮山 · 27 km/h打鼓嶺 · 23 km/h 天文台測風網絡8個參考自動氣象站錄得之最高每小時平均風速。圖例： · 代表沒有數據（共1個氣象站） · 代表錄得強風以下風速（共6個氣象站） · 代表錄得強風（共1個氣象站） · 備註：此圖假設天文台已引入8個指定自動氣象站作指標。 天文台於7月13日上午11時50分懸掛一號戒備信號，當時滭奇集結於香港之以南約640公里。天文台總部於下午5時及6時錄得最低瞬時海平面氣壓1003.4百帕斯卡。晚間離岸開始吹強風，天文台於晚上10時40分懸掛三號強風信號，當時滭奇位於香港西南偏南約520公里，亦最接近香港。當滭奇在海南登陸後，香港風力減弱。所有信號於7月13日2時8分除下。香港於7月12日大致多雲，有驟雨。隨後兩日仍然有雨，該兩日黃昏有狂風雷暴。隨着滭奇在越南北部消散，7月15日驟雨減少。7月16日天氣進一步好轉，有陽光。 |

## 外部連結
- . 國立情報學研究所. （英文）